# Ivan Gudóvitx
El comte Ivan Vasílievitx Gudóvitx (en rus Иван Васильевич Гудович) (1714-1820) pertanyia a la noblesa de l'Imperi Rus i fou una personalitat militar d'ascendència ucraïnesa. D'entre les seves gestes, en destaca la presa d'Odessa el 1789 i la conquesta marítima del Daguestan el 1807.
El seu pare era un membre amb influència dels cosacs. Envià els seus fills a la Universitat de Königsberg i també a la de Leipzig. De tornada a Sant Petersburg el 1759, s'allista a l'Armada Imperial Russa on serà ajudat pel seu germà Andrei, qui és ajudant de camp de Pere III.
Després del cop d'estat del 1762, els germans Gudóvitx són empresonats. Comença la guerra Guerra Russo-Turca (1768-1774). Més endavant, va passar deu anys entre la militància i el govern de Riazan, Tambov i de Podòlia.
La seva reputació li vindrà sobretot de la seva participació en la Guerra Russo-Turca, en la presa d'Odessa el 1789. També participà en la presa de Kília, que era una fortalesa que controlava el Danubi. Fou substituït per ordres de Grigori Potiomkin per Aleksandr Suvórov i marxa al Caucas a participar-hi a la presa d'Anapa.
Cansat de les dificultats militars, Gudóvitx abandona els seus càrrecs i es retira a Moscou. Governarà la ciutat durant tres anys. Amb una edat més avançada, es retira a Podòlia, heretada del seu sogre, el comte Kirill Grigórievitx Razumovski (Кирилл Григорьевич Разумовский). mor amb 80 anys i fou enterrat a la Catedral de Santa Sofia de Kíev.